# Kornsnog
Kornsnogen (Pantherophis guttatus) er en snog, en ugiftig slange, der i naturen kvæler sit bytte. Dens naturlige habitat er i det sydøstlige USA, fra New Jersey i nord, til Florida Keys i syd og så langt som til Texas i vest. Den lever i både tørre savanneområder og tropiske skove og er specialiseret til at overleve under forhold, hvor den ikke får meget mad. Kornsnogen er ofte brugt som hobbydyr, fordi den er meget omgængelig. En fuldvoksen kornsnog kan blive op imod 180 cm, men i fangenskab (terrarie) bliver den sjældent over 150 cm.
Kornsnogens engelske navn corn snake hentyder til at den ofte findes nær lader med majs (engelsk: corn), hvor der er mange mus og rotter, som den lever af. Det danske navn er således en fejlagtig oversættelse fra engelsk (på svensk hedder slangen majsorm).

## Terrarie og fangenskab
En kornsnog vænner sig hurtigt til sin ejer (hvis købt fra en avler) og vil normalt nøjes med at flygte, hvis den bliver bange. I naturen bliver den normalt mellem seks og otte år, men i fangenskab kan den blive 23 år eller mere. Den ældste kornsnog i fangenskab blev 32 år og 3 måneder.
Korssnoge skal i fangenskab have en vandskål, som ikke må fylde hele terrariet, men der skal være plads til at den kan få et bad, hvilket flere snoge holder af. De skal have frisk vand hver dag og det skal helst gives i stuetemperatur.
I et kornsnogterrarie skal der være en vandskål, en varmelampe eller lign., bundmateriale (træspåner eller lign.), et skjulested, en terrarielåge der kan låses, og evt. noget slangen kan klatre på. En lys lampe eller uv lampe er ikke nødvendigt, da slangen er aktiv om natten, for ikke at stresse slangen bør der være mørkt om natten.
Temperaturen i terrariet bør i den ene ende være omkring ca. 24 grader C og den anden ende maksimalt ca. 30 grader C. Temperaturen bør ikke være uden for de anbefalede interval og fugtigheden i buret bør ligge omkring 50-60%.

## Fodring
Kornsnoge bør kun fodres ca. 1 gang om ugen, med en mus(størrelsen kan variere, en fuldvoksen snog kan spise en stor mus). Der er debat, om hvor længe slangen bør have ro efter et måltid. Generelt siger man omkring 24-48 timer, da slangen ellers vil kunne brække ådslet op igen. Man behøver ikke at give kornsnogen levende mus, da den kan sagtens vænnes til at spise døde mus, som man kan opbevare i en fryser. Frosne mus lægges i en skål med lunkent vand i 7-10 min før de gives til slangen.

## Farvevariationer (morf)
Der er fremavlet mange smukke variationer af kornsnoge, der kaldes morfer (fra det græske ord morf som betyder form). Bl.a. de mest normale er den røde kornsnog (morfen Wild Type, ofte skrevet som WT), som har en dyb rød farve med orange firkantede mønstre, der er "tegnet op" med sort.
Nogle andre almindelige morfer er:
- Anerytristisk albino; savner rødt pigment og findes dermed i forskellige kombinationer af sort, gråt og hvidt med en svag antydning af gult i farven.
- Amelanistisk albino; savner sort pigment og er også kendt som rød albino. Der findes flere forskellige morfer af denne type, fx "Creamsicle" og "Candycane". Amelanisme skyldes et tab af funktion af genet OCA2.[8]

Begge disse morfer er sjældne i deres naturlige habitat, da de skyldes to forskellige genvarianter, der begge er recessive. En slange, der er avlet yderligere og har begge genvarianter, kaldes "snow".